# Англо-шотландская граница
Англо-шотландская граница — административная граница между Англией и Шотландией протяжённостью 154 км. Первые 27 км от Северного моря проходит по реке Туид, на западе доходит до залива Солуэй-Ферт.

## История
Сложилась в незапамятные времена, де-юре установлена по Йоркскому договору между Англией и Шотландией в 1237 году. Район города Берик отошёл к Англии в 1482 году. После заключения Союза между Англией и Шотландией в 1707 году, граница по сей день обеспечивает сохранение двух отдельных правовых юрисдикций (право Шотландии и Английское право), существующих в странах, составляющих Королевство Великобритания.
По сторонам границы, в 160 км на удалении друг от друга, проходят Адрианов и Антонинов валы, возведённые римлянами.
Англо-шотландские войны конца XIII — середины XIV века  надолго задержали экономическое развитие регионов по обе стороны границы. По пограничным землям многократно проходили английские и шотландские войска и многие жители пограничья, опасаясь, что плоды их труда не удастся сберечь, предпочитали заниматься не земледелием, а грабительскими набегами на соседей. Эти набеги, участниками которых (англ. border reivers) были как шотландцы, так и англичане, происходили постоянно вплоть до XVII века.
Главное автомобильное пересечение границы на востоке проходит по шоссе А1. На западе, со стороны Шотландии до границы идет автодорога М74, которая со стороны Англии переходит в шоссе М6.